# Cañar (cantão)
Cañar é um cantão do Equador localizado na província de Cañar.
A capital do cantão é a cidade de Cañar.